# Matt Matros
Matthew „Matt“ Matros (* 13. Mai 1977 in New York City, New York) ist ein professioneller US-amerikanischer Pokerspieler und Autor. Er ist dreifacher Braceletgewinner der World Series of Poker.

## Pokerkarriere

### Werdegang
Seine erste Geldplatzierung bei einem Live-Turnier erzielte Matros Ende Juli 2001 im Orleans Hotel & Casino am Las Vegas Strip. Im April 2004 erreichte er beim Main Event der World Poker Tour im Hotel Bellagio am Las Vegas Strip den Finaltisch und belegte den dritten Platz, der mit mehr als 700.000 US-Dollar bezahlt wurde. Im Jahr 2005 war er erstmals bei der World Series of Poker (WSOP) im Rio All-Suite Hotel and Casino am Las Vegas Strip erfolgreich und erreichte bei zwei Turnieren der Variante Texas Hold’em die Geldränge. Bei der WSOP 2008 saß er an einem Finaltisch und wurde dort Sechster für rund 150.000 US-Dollar. Im Juni 2010 entschied Matros ein Event der WSOP 2010 für sich und sicherte sich ein Bracelet sowie eine Siegprämie von knapp 190.000 US-Dollar. Auch in den beiden darauffolgenden Jahren setzte er sich jeweils bei einem WSOP-Turnier durch und erhielt zwei weitere Bracelets sowie Preisgelder von rund 300.000 bzw. 450.000 US-Dollar.
Insgesamt hat er sich mit Poker bei Live-Turnieren über 2,5 Millionen US-Dollar erspielt.

### Braceletübersicht
Matros kam bei der WSOP 52-mal ins Geld und gewann drei Bracelets:
| Jahr | Buy-in (in $) | Turnier                        | Teilnehmer | Preisgeld (in $) |
| ---- | ------------- | ------------------------------ | ---------- | ---------------- |
| 2010 | 1500          | Limit Hold’em                  | 0625       | 189.870          |
| 2011 | 2500          | Mixed Hold’em (Limit/No-Limit) | 0580       | 303.501          |
| 2012 | 1500          | No-Limit Hold’em / Six Handed  | 1604       | 454.835          |